# Jonny Greenwood
Jonathan Richard Guy "Jonny" Greenwood (Oxford, 5 de novembre de 1971) és un dels integrants de Radiohead. Sovint és considerat com el segon artista més important de Radiohead. És un talentós multiinstrumentista, capaç de tocar la primera guitarra (amb sorprenent mestratge), òrgan, sintetitzador, piano, xilòfon, harmònica i altres instruments amb els quals mai ha gravat.
És el germà petit del també membre del grup i baixista Colin Greenwood. El seu sobrenom, "Jonny", s'escriu sense h, ja que ve del nom Jonathan, no de John. Els seguidors de Radiohead han fet bromes amb aquesta situació, suggerint que el líder del grup, Thom Yorke, adoptés la "h" que Jonny va deixar. Greenwood va compondre també cançons per les bandes sonores de diverses pel·lícules i és compositor de la BBC Concert Orchestra.

## Biografia
L'any 1995 es va casar amb l'artista visual d'origen israelià Sharona Katan (a vegades també coneguda com a Shin Katan). Tenen tres fills anomenats Tamir (2002), Omri (2005) i Zohar (2008).
És daltònic.

## Carrera musical

### Radiohead
Greenwood va començar a estudiar música i psicologia a l'Oxford Brookes University quan Radiohead encara s'anomenava "On a Friday". Quan van signar el primer contracte amb EMI l'any 1991, Greenwood va abandonar la universitat poc després, de fet és l'únic membre del grup que no té cap títol universitari.
Les originals contribucions de Jonny per a Radiohead inclouen la cançó d'un rock més aviat suau ("The Tourist") i el tema amb influències de The Beatles (Beatlesque) "A Wolf at the Door" - dues pistes que tanquen OK Computer i Hail to the Thief, respectivament. Thom Yorke ha ressaltat que la cançó "Just" de The Bends era "una competició entre Jonny i jo per a aconseguir tants acords com sigui possible dintre de la cançó". Jonny també és el campió de qui utilitzen les Ones Martenot, un vell sintetitzador, que cataloga com un dels seus instruments favorits. Ha compost un tema anomenat "Smear" amb un parell d'Ones Martenot. Aquestes ones es poden escoltar en moltes cançons de Radiohead, sobretot en "The National Anthem", de Kid A. Jonny també utilitza sintetitzadors de moduladors i aparells com el Korg Kaoss Pad, usat en els últims temes. Amb Yorke també van col·laborar en la cançó "Arpeggi", la qual es tracta d'una peça d'estil clàssic centrada en arpegis per veu, ones i orquestra. Fou interpretada amb la London Sinfonietta i l'Orquestra Aràbiga de Natzaret en el Ether Festival de 2005. Posteriorment la van adaptar per banda musical amb arranjaments de guitarra, i una versió d'estudi, més semblant a la versió de banda que la d'orquestra, fou inclosa a In Rainbows amb el títol "Weird Fishes/Arpeggi". El 2007 va publicar el treball Jonny Greenwood Is the Controller en col·laboració de Trojan Records.
L'extremadament agressiu estil de Jonny per a tocar la guitarra li va causar en el passat una repetitiva lesió en el seu braç dret. Aconsellat per un metge a usar un suport en el seu braç per un període, aquest reforç s'ha convertit en una espècie de marca registrada. "Gaudeixo posant-me'l abans de tocar... És com colpejar amb els teus dits abans de boxejar."

### Treballs en solitari
Greenwood va publicar l'any 2003 el seu primer àlbum en solitari titulat Bodysong, que fou utilitzat per la pel·lícula homònima realitzada per Simon Pummell. En aquest disc va comptar amb la col·laboració del seu germà Colin en el baix.
El 2004 fou contractat per la BBC que ser compositor permanent de la BBC Concert Orchestra, feina que li va donar l'oportunitat de compondre diverses peces per orquestra simfònica, piano i Ones Martenot. Algunes de les obres que va compondre són smear, Piano for Children, Popcorn Superhet Receiver, Popcorn Superhet Receiver i 48 Responses to Polymorphia, algunes de les quals estan disponibles comercialment.
Seguidor del dub reggae, Greenwood va llançar una compilació titulada Jonny Greenwood Is the Controller el març de 2007 amb la col·laboració de Trojan Records. El segell discogràfic va posar tot el seu catàleg de cançons a disposició de Greenwood perquè n'escollís 17. El títol prové de la primera cançó del recopilatori ("Dread Are the Controller"), i el disc conté cançons de Derrick Harriott, Gregory Isaacs i The Heptones entre d'altres. Aquest mateix any va compondre la banda sonora de la pel·lícula There Will Be Blood, del director Paul Thomas Anderson. Malgrat que el seu treball fou lloat per diversos crítics, la banda sonora fou declarada no seleccionable pels Premis Oscar de cinema per incompliment d'una norma, ja que estava basada en el seu anterior treball Popcorn Superhet Receiver. Tanmateix, fou guardonat amb altres premis de menor categoria pel seu treball en la banda sonora.
El febrer de 2010, Greenwood va estrenar "Doghouse" als Maida Vale Studios de la BBC. En una entrevista posterior a l'actuació, Greenwood i el director d'orquestra Robert Ziegler van revelar que la composició seria extrapolada a una banda sonora per la pel·lícula Norwegian Wood del director Anh Hung Tran, basada en la novel·la homònima de Haruki Murakami. L'estrena de la banda sonora completa es va realitzar el 19 de març de 2010. El 2011 va compondre la banda sonora de l'adaptació al cinema de la novel·la We Need to Talk About Kevin de Lionel Shriver, i el 2012 per la pel·lícula The Master de Paul Thomas Anderson. El 13 de març de 2012, va compondre junt amb el compositor polonès Krzysztof Penderecki un àlbum sota el segell Nonesuch.

### Col·laboracions
Greenwood i Thom Yorke es van unir a Bernard Butler (Suede), Andy Mackay i Paul Kimble per crear la banda "The Venus in Furs" a partir d'una cançó de The Velvet Underground. Van enregistrar cinc cançons per la pel·lícula Velvet Goldmine de Todd Haynes sota la producció de Michael Stipe. Les cançons foren: "2HB", "Ladytron", "Baby's on Fire", "Bitter-Sweet" i "Tumbling Down".
Una altra col·laboració fou amb el grup Pavement, tocant l'harmònica en el seu darrer LP, Terror Twilight (1999), concretament en les cançons "Platform Blues" i "Billie". Posteriorment també va participar en la cançó "Hiroshima" de Bryan Ferry, inclosa en l'àlbum Frantic.
Greenwood també va tocar la guitarra principal en el grup "The Weird Sisters", banda fictícia que apareix en la pel·lícula Harry Potter i el calze de foc (2005), juntament amb el seu company a Radiohead Phil Selway, i altres músics com Jarvis Cocker i Steve Mackey de Pulp, Jason Buckle i Steve Claydon de Add N to (X). Van tocar tres cançons compostes per Cocker.
L'any 2011 va contribuir amb Yorke en la cançó "Retarded Fren" del raper estatunidenc MF Doom.

## Influències
Greenwood està molt influenciat pel jazz i la música clàssica, entre els quals destaquen Lee Morgan i Miles Davis, i també és gran seguidor del segell discogràfic Mo' Wax. També és seguidor del cantant Scott Walker, la banda Can de Krautrock, i el compositor polonès Krzysztof Penderecki. Sempre ha declarat que la seva peça musical predilecta és Turangalîla-Symphonie d'Olivier Messiaen, una peça d'orquestra molt extensa. Posteriorment es va aficionar a l'estil dub reggae.
El seu estil tan agressiu per tocar la guitarra ha servit d'inspiració per altres guitarristes que el citen com una de les influències. La revista musical Rolling Stone el va situar en la posició 48 dins la llista del 100 millors guitarristes de tots els temps, i en revisions posteriors continua conservant el mateix lloc.